# Cavillatrix palpis
Cavillatrix palpis är en tvåvingeart som beskrevs av Hiroshi Shima 1996. Cavillatrix palpis ingår i släktet Cavillatrix och familjen parasitflugor. Inga underarter finns listade i Catalogue of Life.